# Robert Erspenmüller
Robert Karl Erspenmüller (in der Literatur häufig fälschlich Erpsenmüller geschrieben) (* 4. März 1903 in Nürnberg; † 23. Mai 1940 in Blessy, Département Pas-de-Calais, Frankreich) war ein deutscher KZ-Aufseher und SS-Mann. Er war 1933 der erste stellvertretende Kommandant des Konzentrationslagers Dachau.

## Leben und Wirken
In den 1920er Jahren gehörte Erspenmüller zeitweise der Bayerischen Landespolizei an.
Zum 1. Juni 1930 trat er der NSDAP (Mitgliedsnummer 247.630) und 1931 der Münchener SS bei (SS-Nummer 3.528). 1931 gehörte er einige Monate lang dem SS-Wachkommando im Braunen Haus, dem Parteihauptquartier der NSDAP, an. Nach internen Konflikten wurde er zeitweise beurlaubt und dann in verschiedenen Münchener SS-Formationen eingesetzt.
Unmittelbar nach der Gründung des KZ Dachau im März 1933 führte Erspenmüller ein zehnköpfiges SS-Kommando an, das in das zunächst von der Bayerischen Landespolizei aufgebaute Lager einrückte, um als Vorhut seine Übernahme durch die SS vorzubereiten. Nachdem diese am 11. April 1933 erfolgte und damit der reguläre Lagerbetrieb begann, übernahm Erspenmüller die Funktion des Führers des Wachkommandos des Lagers.
Da Erspenmüller als Führer des Wachkommandos der zweite Mann in der Lagerhierarchie war, übernahm er zugleich die Stellung des Stellvertreters des damaligen Kommandanten von Dachau Hilmar Wäckerle. In der Literatur wird er uneinheitlich als „zweite[r] Lagerkommandant“ und als „stellvertretender Kommandant“ bezeichnet. Ob er in der Stellung als Stellvertreter des Kommandanten einen offiziellen Titel besaß und wie dieser gegebenenfalls lautete ist vor diesem Hintergrund unklar.
Im Jahr 1933 ordnete Erspenmüller mehrere Morde an Häftlingen des Lagers an und legte zum Teil auch selbst Hand an: So veranlasste er am 12. April die Erschießung der vier jüdischen Häftlinge Rudolf Benario, Artur und Erwin Kahn sowie Ernst Goldmann in einem Wäldchen außerhalb des Lagers. Die meisten Zeugenaussagen zu dieser Angelegenheit legen zudem nahe, dass er die Erschießung auch persönlich befehligte und eventuell sogar mitschoss. Hintergrund dieser Maßnahme war, dass man anlässlich der Inbetriebnahme des Lagers den Gefangenen direkt zeigen wollte, „wo sie waren“, um auf diese Weise Einschüchterung und Disziplin zu erzeugen. Ob Wäckerle oder Erspenmüller Urheber des entsprechenden Befehls war, ist ungeklärt.
Darüber hinaus beteiligte sich Erspenmüller, der als „fanatischer Judenhasser“ galt, während seiner Dachauer Zeit auch an zahlreichen gewaltsamen Übergriffen gegen Häftlinge, so z. B. an spontanen Angriffen auf Gefangene mit bloßen Fäusten oder an organisierten Misshandlungen, bei denen Gefangene gezielt beiseite genommen und in Wachstuben, Baracken etc. systematisch mit Hilfe von Ochsenziemern und anderen Schlagwerkzeugen malträtiert wurden.
Im Juli 1933 wurde Erspenmüller nach Konflikten mit dem Kommandanten von Dachau, Wäckerle, bzw. seinem Nachfolger Theodor Eicke beurlaubt. Himmler gab Eicke den Auftrag, mit der sogenannten Postenpflicht Morde an Häftlingen zu legalisieren. 
Im Herbst 1933 wurde er zum SS-Adjutanten des Reichsschatzmeisters der NSDAP, Franz Xaver Schwarz, ernannt. In dieser Stellung verblieb er bis Herbst 1934. Anschließend gehörte er bis 1939 der SS-Verfügungstruppe an.
Erspenmüller starb 1940 als Teilnehmer des Frankreichfeldzuges als Bataillonskommandeur einer Standarte der Waffen-SS, im Rang eines SS-Sturmbannführers, als er bei einem Angriff französischer Soldaten auf seine Einheit einen Kopfschuss erlitt. Nach dem Zweiten Weltkrieg versuchten verschiedene andere Angehörige der Wachmannschaft von Dachau wie Hans Steinbrenner den Tod von Erspenmüller auszunutzen, um die Verantwortung für eigene ohne Erspenmüllers Beteiligung im Lager begangene Verbrechen auf ihn und um die Verantwortung für gemeinsam mit ihm begangene Verbrechen auf ihn alleine abzuwälzen.

## Familie
Erspenmüller war seit dem 24. Mai 1928 verheiratet mit Charlotte (* 1. April 1909), geborene Wiendl. Aus der Ehe ging eine Tochter hervor.

## Beförderungen
- 1. Juni 1939: SS-Sturmbannführer